# Chibinda Ilunga
Chibinda Ilunga é o fundador do Reino Lunda, que cobria grandes partes da moderna República Democrática do Congo e Angola.
Considerado um grande caçador, ele terá casado com a linhagem dos lueji, pondo assim fim aos conflitos dentro do povo Lunda e unindo-os num só reino.
Em histórias dos últimos dois séculos é comum encontrar Chibinda Ilunga associado ao povo Luba, mas não é ainda claro se isto será um anacronismo acrescentado à tradição posteriormente ou se terá algum fundamento histórico.